# Ahmednagari Szultanátus
Az Ahmednagari szultanátus egy késő középkori királyság volt, amely a Dekkán-fennsík északnyugati részén terült el, a Gudzsaráti és Bidzsapuri szultanátusok közt. Fővárosa Ahmednagar város volt, nyelvei a perzsa, dakhni, urdu és maráthi voltak, vallása az iszlám. Malik Ahmad, Dzsunnar bahmani kormányzója, miután vereséget mért a Dzsahangír kán által vezetett bahmani seregekre 1490. május 28-án, kikiáltotta függetlenségét és megalapította a Nizám Sahi dinasztiát. Eredetileg Dzsunnari erőd volt a fővárosa, amit később Sivnerinek neveztek el. 1494-ben lerakták az új főváros, Ahmednagar alapjait. Álamgír mogul helytartót nevezett ki a szultanátusba, majd 1636-ban bekebelezte a Mogul Birodalomba.
Malik Ahmad, Nizám-ul-Mulk Malik Haszán Bahri fia volt. Apja halála után rá hivatkozva megalapította a dinasztiáját, amit Nizám Sahi dinasztiának neveztek el. Ugyancsak ő alapította az új fővárost, Ahmednagart a Szina-folyó partján. Jó néhány próbálkozás után megszerezte az ország legnagyobb erődjét, Daulatabadot 1499-ben. 
| Nizám Sahi dinasztia, Ahmednagar |              |
| I. Ahmad sah                     | 1490 - 1510  |
| I. Burhan sah                    | 1510 - 1553  |
| I. Husszein sah                  | 1553 - 1565  |
| I. Murtaza sah                   | 1565 - 1588  |
| II. Husszein sah                 | 1588 - 1589  |
| Iszmail sah                      | 1589 - 1591  |
| II. Burhan sah                   | 1591 - 1595  |
| Ibrahim sah                      | 1595 - 1596  |
| II. Ahmed sah                    | 1596         |
| Bahadúr sah                      | 1596 - 1600  |
| II. Murtaza sah                  | 1600 - 1610  |
| III. Burhan sah                  | 1610 - 1631  |
| III. Husszein sah                | 1631 - 1633  |
| III. Murtaza sah                 | 1633 - 1636. |

Malik Ahmad 1510-es halála után fia, Burhan, egy 7 éves srác, lett megkoronázva a palotában. Uralkodásának kezdetén a királyság feletti hatalmat Mukammal kán, egy ahmednagari hivatalnok, és fia tartották kézben. I. Burhan sah 1553-ban hunyt el Ahmednagarban. 6 fiúgyermeket hagyott hátra, akik közül Husszein lett a király. I. Husszein sah halála után 1565-ben, fiatalabb gyermeke, Murtaza lépett trónra. Kiskorúsága idején édesanyja, Kanzada Humájun Szultána, ismertebb nevén Csand Szultána, vagy Csand Bibi mint régens irányított évekig. Murtaza sah elfoglalta Berárt 1572-ben. 1588-as halála után fia, Mirán Husszein lépett trónra. Uralkodása azonban csak bő 10 hónapig tartott, mert megmérgezték. Iszmailt, Mirán Husszein unokatestvérét emelték trónra, de a valós hatalom Dzsamal kán kezében összpontosult, aki dekkáni-habsi csoportot vezette az udvarban. 1591-ben, a Rohankhedi csatában, Dzsamal kán elesett. Ezután hamarosan Iszmail sahot apja, Burhan, fogságba ejtette és bebörtönözte. Ezután pedig elfoglalta a trónt, mint Burhan sah. Ám Csand Bibi ellene fordult. Miután megnyerte a csatákat, megkoronáztatta magát. A királynő halála után 1600-ban Ahmednagart elfoglalták a mogulok és Bahadúr sahot bebörtönözték.
Bár Ahmednagar városát és a szomszédos területeket a mogulok megszállva tartották, a királyság nagy részét továbbra is a Nizám Sahi dinasztia hivatalnokai birtokolták és befolyásolták. Malik Ambar és más ahmednagari hivatalnokok dacoltak a mogulokkal és II. Murtaza sahot kiáltották ki szultánnak 1600-ban az új fővárosban, Parandában. Malik Ambar lett a miniszterelnök. Később a fővárost átköltöztették Dzsunnarba, majd egy új városba, Kadkiba (későbbi neve Aurangabad). Malik Amber 1626-ban elhunyt. Ezután hamarosan Dzsahán sah megparancsolta a Dekkán szubhedarjának (adminisztratív vezető), Mahabat kánnak. Hogy végezzen a Niámsahi dinasztiával, amikor ahmednagar hadvezére, Sahadzsi Boszále távol volt. Mahabat kán megtámadta Ahmednagart és hamarosan megölte Fateh kánt, hercegfiával, III. Husszein Nizám sahhal, valamint az összes rokonát, beleértve két terhes nőt, így nem maradhatott egyetlen férfi örökös sem, aki trónra léphetett volna. Ennek ellenére, hamarosan Sahadzsi, Bidzsapui segédlettel, a Nizám Sahi dinasztia egy oldalági gyermekét, Murtazát, helyezte trónra és ő maga lett a régens. Murtaza és Sahadzsi családja a Mahuli erődben állomásozott. Dzsahán sah gyorsan szövetségre lépett a Bidzsapuri Mohammed Adil sahhal és a mogul és Adilsahi generálisok Zaman kán (Mahabat kán fia) és Ranadulla kán (Rusztum-e-Zaman apja) megostromolták Mahulit. Sahadzsi többször is megpróbálta áttörni az ostromgyűrűt, de sikertelenül. Ezért Dzsidzsabai a fiatal Sivadzsival sikeresen szöktek meg álruhába öltözve. Azonban Murtazát anyját, Szadzsídát, elfogták a szökési kísérlet közben. Murtazát Dzsahán sah és Mohamed Adilsah elé vetették. Dzsahán sah azt javasoltak, hogy öljék meg a fiút és ezzel egyszer s mindenkorra vessenek véget a Nizámsahi dinasztiának. Ám Sahadzsi közbelépett és megkérte Dzsahánt, hogy változtassa meg a döntését. Adilsah azonban hajthatatlan maradt. Hosszabb gondolkodási idő után Dzsahán sah megparancsolta, hogy engedjék szabadon Murtazát, ami nagyon meglepte Mohammedet, a Bidzsapuri uralkodót. Volt azonban egy kikötése, hogy Sahadzsit küldjék messze délre, hogy ne jelentsen fenyegetést a Mogul birodalomra. Murtazát elhurcolta Dzsahán sah Delhibe és szardart (emír, alkirály) csinált belőle.
Az adórendszer, amit Malik Ambar vezetett be, hasonlított az Észak-Indiai rendszerekhez, amiket Gudzsarátban vagy Kandesben is alkalmaztak. A földeket termékenységük szerint osztályozták jókra és gyengékre és évekig tanulmányozták, hogy kiszámíthassák az átlagos hozamot. Eleinte az állami bevétel a termés két-ötöde volt az aktuális termésnek, legyen az bármilyen, de később a termelőknek megengedték, hogy pénzben fizessék be az adójukat, ami így a hozam egyharmadának felelt meg. Bár áltagos bér volt megállapítva minden parcellára, de az aktuális adóbeszedések függtek a termények feltételeitől és évről évre változtak. 
A dinasztia egymást követő uralkodói alatt az építészet és művészetek virágoztak a királyságban. Az első fennálló festőiskola a Dekkánon Ahmednagarban volt. Számos palotát építettek, mint például a Farah Baks Bag, a Hast Bihist Bag és a Lakkad Mahal. Hasonlóképpen sírok, mecsetek és más épületeket is emeltek. Számos erődítményt javítottak meg és egészítettek ki a Dekkánon, mint Dzsunnar (később átnevezték Sivnerinek) erődjét, Parandát, Auszát, Darurt, Lohogadot stb.